# Феськовский сельский совет (Харьковская область)
Феськовский сельский совет — входил до 2020 года в состав Золочевского района Харьковской области Украины.
Административный центр сельского совета находился в селе Феськи.

## История
- 1920-е(?) — дата образования данного сельского Совета депутатов трудящихся в составе ... волости Богодуховского уезда Харьковской губернии Украинской Советской Социалистической Республики.
- С марта 1923 года — в составе Золочевского района Богоду́ховского о́круга (затем, после его упразднения, Ахты́рского о́круга), с февраля 1932 — в Харьковской области УССР.
- После 17 июля 2020 года в рамках административно-территориальной реформы по новому делению Харьковской области[2][3] данный сельский совет, как и весь Золочевский район Харьковской области, был упразднён; входящие в него населённые пункты и его территории присоединены к … территориальной общине Богодуховского района.

## Населённые пункты совета
- село Феськи
- село Высокое
- село Головашевка
- село Маяк
- посёлок Малые Феськи
- посёлок Першотравневое
- село Чепели

### Ликвидированные населённые пункты
- село Кантемиры
- село Коробки
- село Никольское
- село Филоненки